# 拟鳞毛安蕨
拟鳞毛安蕨（学名：Anisocampium cuspidatum）也称拟鳞毛蕨，为蹄盖蕨科安蕨属下的一个种。